# Chine : l'archipel oublié

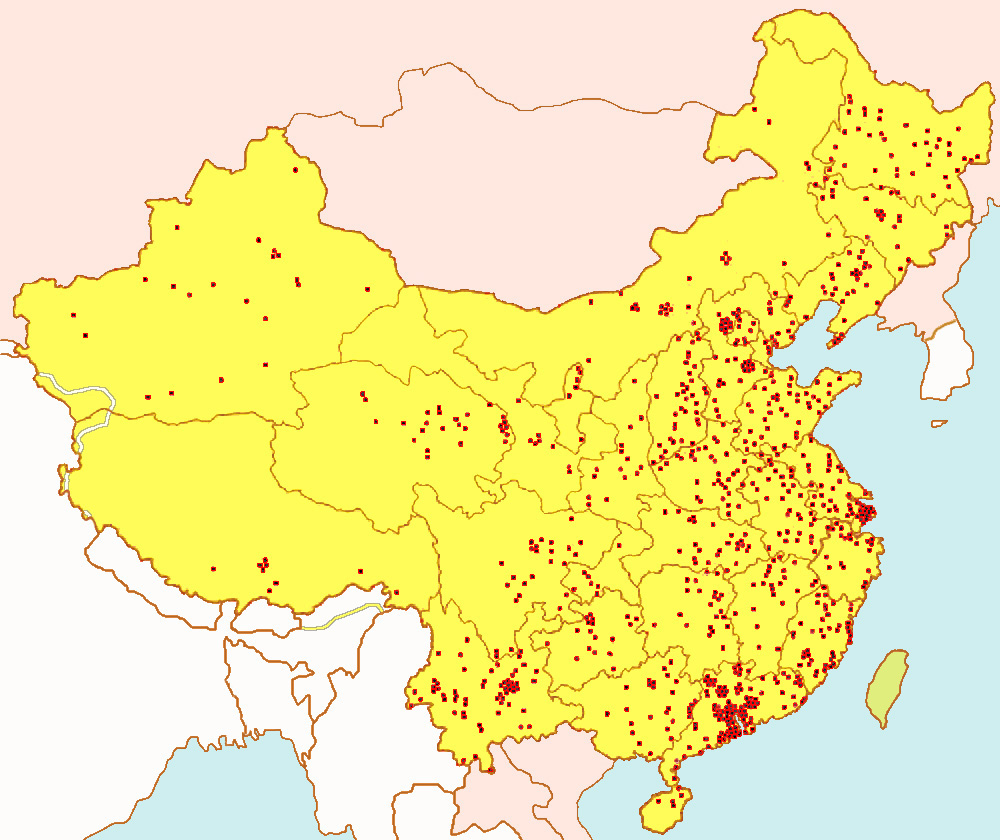
Carte des Laogai en Chine (1992).

Chine : l'archipel oublié est un ouvrage de Jean-Luc Domenach au sujet des violations des droits de l'homme en Chine paru en 1992.

## Présentation
Cet ouvrage, issu d'une recherche universitaire, décrit le développement des camps de travail et des autres mécanismes totalitaires de répression de l'État chinois. Selon lui, il y a notamment un grand nombre de prisonniers dans la région de Qinghai au climat difficile.
Il y aurait des centaines de laogai (camps de « rééducation par le travail ») en Chine actuellement.

## Accueil critique
La sinologue Marie-Claire Bergère considère que l'ouvrage de Jean-Luc Domenach revêt une importance essentielle. L'auteur analyse en profondeur le « goulag chinois », en le replaçant dans l'évolution économique, politique et sociale. Évoqués en contrepoint « le précédent nazi et l’expérience soviétique permettent d'établir des schémas communs ».
François Godement, Conseiller pour l’Asie auprès du thinktank libéral Institut Montaigne, présente l'ouvrage de Domenach comme le résultat d'une des recherches les plus importantes sur les camps concentrationnaires chinois.
Jean-Louis Rocca, du Monde Diplomatique, estime que la documentation présentée dans cet ouvrage « pallie largement les silences des autorités ». La prison  chinoise est un « instrument de soumission des individus qui ne courbent pas la tête ».
Le journaliste allemand Hartmut Idzko indique qu'après « plusieurs années de recherches, le sinologue et politologue Jean-Luc Domenach révèle l’histoire du plus grand système de détention du monde ».